# Liberbank
Die Liberbank war ein spanisches Kreditinstitut mit Hauptsitz in der Hauptstadt Madrid. Das Kreditinstitut entstand 2011 durch den Zusammenschluss der Bankgeschäfte der vier Sparkassen Cajastur Group (eingeschlossen die Banco de Castilla-La Mancha), Caja de Extremadura und Caja Cantabria. Die Bank war auf das Retail Banking spezialisiert und diente als Geschäftsbank für kleinere und mittlere Unternehmen. Die Liberbank war seit 2013 börsennotiert.
Am 30. Dezember 2020 wurde bekannt gegeben, dass die spanische Sparkasse Unicaja mit Liberbank fusionieren würde. Die Übernahme vollzog sich Ende Juli 2021. Das neue Unternehmen ist die fünftgrößte Bank Spaniens.